# Alternaria argyranthemi
Alternaria argyranthemi är en svampart som beskrevs av E.G. Simmons & C.F. Hill 1997. Alternaria argyranthemi ingår i släktet Alternaria och familjen Pleosporaceae.   Inga underarter finns listade i Catalogue of Life.